# Prud (Metković)
Prud falu Horvátországban, Dubrovnik-Neretva megyében. Közigazgatásilag Metkovićhoz tartozik.

## Fekvése
Makarskától légvonalban 56, közúton 82 km-re délkeletre, Pločétól légvonalban 17, közúton 30 km-re északkeletre, községközpontjától légvonalban 2, közúton 6 km-re északnyugatra a bosnyák határ mellett fekszik. A település a Norin-folyó forrása körül alakult ki. Az innen kiépített vízvezetékből látják el ivóvízzel Metković, Opuzen, a Pelješac-félsziget és Korčula lakosságát.

## Története
Prud első írásos említése 1399-ből, a Raguzai Köztársaság egyik okleveléből származik, ebben azonban a Prud még nem településként, hanem ívóvize miatt szerepel. A település csak sokkal később, a 19. században keletkezett, amikor a ma már lakatlan hegyvidéki Dragovija falu családjai ide települtek. 1880-ban 34, 1910-ben 167 lakosa volt.  1918-ban az új szerb-horvát-szlovén állam, majd később Jugoszlávia része lett. A II. világháború idején a Független Horvát Állam része volt. 1948-ban a falunak 126 lakosa volt. A leggyakoribb családnevek a Marušić, Jakić, Petković, Volarević. A településnek 2011-ben 497 lakosa volt, akik a vidi plébániához tartoztak.

## Népesség
| Lakosság változása | Lakosság változása | Lakosság változása | Lakosság változása | Lakosság változása | Lakosság változása | Lakosság változása | Lakosság változása | Lakosság változása | Lakosság változása | Lakosság változása | Lakosság változása | Lakosság változása | Lakosság változása | Lakosság változása | Lakosság változása |
| ------------------ | ------------------ | ------------------ | ------------------ | ------------------ | ------------------ | ------------------ | ------------------ | ------------------ | ------------------ | ------------------ | ------------------ | ------------------ | ------------------ | ------------------ | ------------------ |
| 1857               | 1869               | 1880               | 1890               | 1900               | 1910               | 1921               | 1931               | 1948               | 1953               | 1961               | 1971               | 1981               | 1991               | 2001               | 2011               |
| 0                  | 0                  | 34                 | 103                | 141                | 167                | 0                  | 0                  | 126                | 160                | 155                | 223                | 370                | 417                | 561                | 497                |

(1857-ben, 1869-ben, 1921-ben és 1931-ben lakosságát Vidhez számították.)

## Nevezetességei
Keresztelő Szent János tiszteletére szentelt temploma 1989-ben épült a metkovići Tomo Nogolica tervei szerint. Betonépület, melynek homlokzata felett emelkedik a 17 méter magas harangtorony. A szentély falán Krisztus feltámadását ábrázoló nagyméretű kép látható, mely Edo Petrić akadémiai festőművész alkotása. A templomban még Keresztelő Szent János és Szent Bogdan Mandić szobrai láthatók, melyeket a vidi születésű Marinko Jurišin hozott magával Olaszországból.

## Gazdaság
A település legjelentősebb gazdasági létesítményei a "Neretva-Pelješac-Korčula" vízvezeték és a "Rasadnik Prud" nevű cég, melynek tulajdonosa virágok és zöldségfélék termesztésével és értékesítésével foglalkozik. A faluban két vegyesbolt és étterem is működik, mely hagyományos neretvai ételkülönlegességekkel várja a vendégeit.

## Kultúra
A falu lakói Keresztelő Szent János iránti tiszteletüket régi Dragovija nevű falujukból hozták magukkal. A szent ünnepén Ivandanon, azaz június 24-én rendezik meg a falu fesztiválját.

## Oktatás
A településnek négyosztályos területei iskolája és óvodája is van.